# DFB-Ligapokal 2001
Der DFB-Ligapokal 2001 war die sechste Auflage des Wettbewerbs. Teilnehmer waren die ersten sechs Mannschaften der vergangenen Bundesligasaison, einschließlich des FC Schalke 04 als Pokalsieger und Vizemeister. Hertha BSC gewann durch ein 4:1 gegen den FC Schalke 04 im Finale von Mannheim. Erfolgreichste Torschützen wurden mit je zwei Treffern Victor Agali vom FC Schalke 04 und Marcelinho von Hertha BSC.

## Turnierverlauf

### Vorrunde
| Datum                      |                     | Ergebnis              |             | Ort                              |
| -------------------------- | ------------------- | --------------------- | ----------- | -------------------------------- |
| 11. Juli 2001 um 20:30 Uhr | Borussia Dortmund   | 1:1 (0:0) (3:1 i. E.) | SC Freiburg | Dietmar-Hopp-Stadion, Hoffenheim |
| 12. Juli 2001 um 20:30 Uhr | Bayer 04 Leverkusen | 1:2 (0:0)             | Hertha BSC  | Paul-Greifzu-Stadion, Dessau     |

### Halbfinale
| Datum                      |                   | Ergebnis  |                   | Ort                             |
| -------------------------- | ----------------- | --------- | ----------------- | ------------------------------- |
| 17. Juli 2001 um 20:30 Uhr | FC Schalke 04     | 2:1 (2:0) | Borussia Dortmund | Stadion Nattenberg, Lüdenscheid |
| 18. Juli 2001 um 20:30 Uhr | FC Bayern München | 0:1 (0:1) | Hertha BSC        | Rosenaustadion, Augsburg        |

### Finale
| Paarung        | Hertha BSC – FC Schalke 04 |
| Ergebnis       | 4:1 (2:1) |
| Datum          | 21. Juli 2001 um 17:45 Uhr |
| Stadion        | Carl-Benz-Stadion, Mannheim |
| Zuschauer      | 10.000 |
| Schiedsrichter | Alfons Berg (Konz) |
| Tore           | 1:0 Tomasz Waldoch (24., Eigentor) 2:0 Marcelinho (29.) 2:1 Jörg Böhme (40.) 3:1 Alex Alves (66.) 4:1 Michael Hartmann (84.) |
| Hertha BSC     | Gábor Király – Marko Rehmer, Konstantinos Konstantinidis, Josip Šimunić – Michael Hartmann (88. Thorben Marx), Sebastian Deisler (63. Pál Dárdai), Stefan Beinlich, Marcelinho, Andreas Neuendorf – Alex Alves (82. Bart Goor), Michael Preetz Cheftrainer: Jürgen Röber         |
| FC Schalke 04  | Frode Grodås – Tomasz Hajto, Tomasz Wałdoch, Nico van Kerckhoven – Kristijan Đorđević, Marco van Hoogdalem, Jiří Němec, Jörg Böhme, Andreas Möller (57. Sven Vermant) – Gerald Asamoah (57. Emile Mpenza), Ebbe Sand (70. Victor Agali) Cheftrainer: Huub Stevens ( Niederlande) |
| Gelbe Karten   | Alex Alves – Raphael Wicky |

## Torschützen
| Rang | Spieler           | Verein              | Tore |
| ---- | ----------------- | ------------------- | ---- |
| 1    | Victor Agali      | FC Schalke 04       | 2    |
| 1    | Marcelinho        | Hertha BSC          | 2    |
| 1    | Alex Alves        | Hertha BSC          | 1    |
| 1    | Fredi Bobic       | Borussia Dortmund   | 1    |
| 1    | Jörg Böhme        | FC Schalke 04       | 1    |
| 1    | Sebastian Deisler | Hertha BSC          | 1    |
| 1    | Michael Hartmann  | Hertha BSC          | 1    |
| 1    | Jürgen Kohler     | Borussia Dortmund   | 1    |
| 1    | Stefan Müller     | SC Freiburg         | 1    |
| 1    | Oliver Neuville   | Bayer 04 Leverkusen | 1    |
| 1    | Michael Preetz    | Hertha BSC          | 1    |
|      | Tomasz Wałdoch    | Schalke 04          | ET   |